# Polystichum harpophyllum
Polystichum harpophyllum är en träjonväxtart som först beskrevs av Friedrich Albert von Zenker och Kze., och fick sitt nu gällande namn av Sledge. Polystichum harpophyllum ingår i släktet Polystichum och familjen Dryopteridaceae. Inga underarter finns listade.